# Función unaria
En matemáticas, una función unaria es aquella que depende de un único argumento. Una operación unaria pertenece a un subconjunto de funciones unarias, en el sentido de que su codominio coincide con su dominio. Por el contrario, el dominio de una función unaria no tiene por qué coincidir con su dominio.

## Ejemplos
El sucesor, denominado {\displaystyle \operatorname {suc} }, es un operador unario. Su dominio y codominio son los números naturales. Su definición es la siguiente:
 :{\displaystyle {\begin{aligned}\operatorname {suc} :\quad &\mathbb {N} \rightarrow \mathbb {N} \\&n\mapsto (n+1)\end{aligned}}}
En algunos lenguaje de programación, como C, la ejecución de esta operación se indica mediante la post afijación ++ al operando, es decir, el uso de n++ equivale a ejecutar la asignación {\displaystyle n:=\operatorname {suc} (n)}.
Muchas de las funciones elementales son funciones unarias, incluidas las funciones trigonométricas, los logaritmos con una base específica, la potenciación a una potencia o base particular y las funciones hiperbólicas.